# Acarichthys
Acarichthys is een monotypisch geslacht van straalvinnige vissen uit de familie van de cichliden (Cichlidae).

## Soort
- Acarichthys heckelii (Müller & Troschel, 1849)